# السن خلافکار رفته‌است
اُلسن خلافکار رفته‌است (دانمارکی: Olsen-banden over alle bjerge) فیلمی در ژانر کمدی است که در سال ۱۹۸۱ منتشر شد. از بازیگران آن می‌توان به اوله ارنست و پل رایشهارت اشاره کرد.